# Фуришон, Мартин
Леон Мартин Фуришон (нем. Léon Martin Fourichon; 10 января 1809, Сен-Мало — 24 ноября 1884, Париж) — французский адмирал, морской министр и министр колоний Франции.

## Биография
Учился в брестском морском училище.
В 1833 году назначен лейтенантом корабля, а в 1853 году дослужился до контр-адмиральского чина. В этом чине был начальником главного морского штаба в Бресте, начальником порта на Тихом океане, управлял морскими делами в Алжире.
В 1859 году получил чин вице-адмирала и вместе с тем назначен командиром средиземной эскадры; потом был членом адмиралтейского совета, с 1864 года его председателем.
Во время франко-прусской войны стоял во главе флота в Северном море и 9 августа 1870 года отступил от Шербура с 8 броненосными судами. Он пытался подвергнуть блокаде немецкий берег Северного моря, но не решился подступить к Вильгельмсхафену, для защиты которого в заливе Яде выстроились прусские броненосцы. 12 сентября вернулся в Шербур и по дороге узнал, что правительство национальной обороны назначило его министром морским и колоний.
В феврале 1871 года выбран в национальное собрание, где примкнул к правому центру. В 1876 году назначен в сенат, в том же году получил портфель морских дел и колоний в министерстве Дюфора; в 1877 году со всем кабинетом вышел в отставку.